# Secret Records
La Secret Records è una casa discografica scozzese specializzata in Punk rock, Alternative rock e Blues.
Ha pubblicato artisti come gli Anti-Nowhere League, Buzzcocks, Charged GBH, Sham 69, Exploited e UK Subs.

## Artisti
- 3 Colours Red
- 999
- Amazing Blondel
- Amen
- Anti-Nowhere League
- Ashley Hutchings & Rainbow Chasers
- Asia
- Bad Manners
- Bert Jansch
- Blodwyn Pig
- Bluetones
- Buzzcocks
- Carmel McCourt
- Charged GBH
- China Crisis
- Country Joe Band
- Dan Baird
- Dave Meniketti
- Dennis Locorriere
- Desmond Dekker
- Diamond Head
- Dillinger
- Echo & The Bunnymen
- Elkie Brooks
- Fairport Convention
- Fleetwood Mac
- Grand Magus
- Happy Mondays
- Hawkwind
- Hazel O'Connor
- Human League
- Hundred Reasons
- Ian Hunter
- InMe
- Jeremy Spencer
- Jesus Jones
- Jim Lea
- Jimmy James
- Joe Brown
- John Martyn
- John Mayall
- John Wesley
- Johnny Thunders
- King Kurt
- L.A. Guns
- Lee Perry
- Michael Chapman
- Mick Abrahams
- Ned's Atomic Dustbin
- New Model Army
- Nine Below Zero
- Orange Goblin
- Peter & The Test Tube Babies
- Secret Affair
- Shakatak
- Sham 69
- Shed Seven
- Slaughter & The Dogs
- Southside Johnny
- Spear Of Destiny
- Splodgenessabounds
- Stan Webb and Chicken Shack
- Stiff Little Fingers
- Terrorvision
- The Alarm
- The Beat
- The Blues Band
- The Business
- The Christians
- The Dickies
- The Exploited
- The Fall
- The Farm
- The Incredible String Band
- The Men They Couldn't Hang
- The Meteors
- The Nashville Teens
- The Selecter
- The Strawbs
- The Tornados
- The Toy Dolls
- The Tubes
- The Wedding Present
- The Wonderstuff
- Twisted Sister
- UK Subs
- Voice Of The Beehive
- Wildhearts
- Y & T
- Yngwie Malmsteen